# Ted Danson
Edward Bridge Danson III (San Diego, California, 29 de diciembre de 1947), conocido artísticamente como Ted Danson, es un actor estadounidense, conocido por sus papeles en series de televisión y en especial por encarnar a Sam Malone en la serie Cheers, al doctor John Becker en la serie Becker, a D.B. Russell en las series CSI: Crime Scene Investigation y CSI: Cyber, y a Michael en la serie The Good Place.

## Biografía

### Juventud
Nacido en San Diego, California, Danson es hijo de Jessica MacMaster y Edward B. Danson, ella arqueóloga y él antropólogo. Su infancia y adolescencia se desarrollaron en la ciudad de Flagstaff, Arizona.
Destacado jugador de baloncesto en su instituto, comenzó a interesarse por la interpretación mientras estudiaba en la Universidad de Stanford. Posteriormente se trasladó a Pensilvania donde finalizó sus estudios universitarios.

### Carrera profesional
Televisión
Danson comenzó su carrera de televisión con un papel en una serie llamada Somerset, en la cual interpretaba el papel de Tom Conway (1975-76). Asimismo, durante esta etapa, realizó bastantes comerciales para la pequeña pantalla. Apareció como actor invitado en varios episodios de diferentes series de finales de los setenta y principios de los ochenta, tales como B.J. and the Bear, Benson o Magnum.
En 1982 Danson consiguió el papel que le lanzaría a la fama como un camarero exjugador de béisbol de los Red Sox en la comedia de situación Cheers. El espectáculo estuvo en las pantallas estadounidenses durante once temporadas (desde 1982 a 1993). Durante esta época, además, participó en otra serie de televisión: Something About Amelia, que narraba la historia de una familia devastada por las repercusiones del incesto.
En 1996 Danson participó en otra comedia de situación que a la postre tuvo escaso éxito: Ink, en la que a su vez intervenía su esposa en la vida real Mary Steenburgen. El mismo año participó en la mucho más exitosa Los viajes de Gulliver en el papel del propio Gulliver. El actor volvió a conseguir un éxito rotundo con la serie de la CBS Becker, que estuvo en antena desde 1998 a 2004, en la que interpretaba a un médico constantemente malhumorado. Además, durante este tiempo, hizo el papel de sí mismo en la serie Curb Your Enthusiasm.
Recuperó el papel de Sam Malone para participar como actor invitado en un capítulo de la serie Frasier y a su vez puso su voz para interpretarse a sí mismo en un capítulo de Los Simpson.
En 2007 interpretó a Arthur Frobisher en la serie Damages, protagonizada por Glenn Close y Rose Byrne. Su papel era el de un multimillonario egocéntrico y sin escrúpulos que se enfrentaba a una demanda por estafa a sus empleados. Su participación en la serie le valió de un notable éxito y fue nominado a los Premios Emmy como mejor actor secundario. Participó además en las dos temporadas posteriores.
Entre 2011 y 2015, se incorporó al reparto de CSI: Crime Scene Investigation, donde interpretó al mayor D.B. Russell. En 2015, la cadena CBS confirmó que Danson iba a interpretar el mismo personaje de CSI: Las Vegas; pero en CSI: Cyber a partir de la segunda temporada en 2016.
En distintas ocasiones, específicamente a partir del año 2015, ha tenido distintos cameos en la serie American Dad!, dándole voz al doctor Ray Petite, el terapeuta oficial de la CIA.
Entre el año 2016 y 2020, interpretó a Michael en la serie de The Good Place. Su papel consistía ser el arquitecto del «Lado Bueno» para más tarde ver que en realidad no era como se creía, paso de ser antagonista a pasar a ser uno de los seis personajes principales como «personas buenas». La vida de su personaje estuvo durante las cuatro temporadas de la serie. 
En 2021 interpreta al personaje principal de la serie Mr. Mayor, escrita por Tina Fey y Robert Carlock para NBC.
Cine
Ted Danson también ha actuado en numerosas películas. Su papel más notable hasta la fecha ha sido en la película Tres hombres y un bebé (1987) junto a Tom Selleck y Steve Guttenberg, así como en la secuela de esta: Tres hombres y una pequeña dama (1990). Asimismo, ha tenido papeles destacados en películas como Made in America (1993) o Saving Private Ryan (1998), entre otras.

## Filmografía

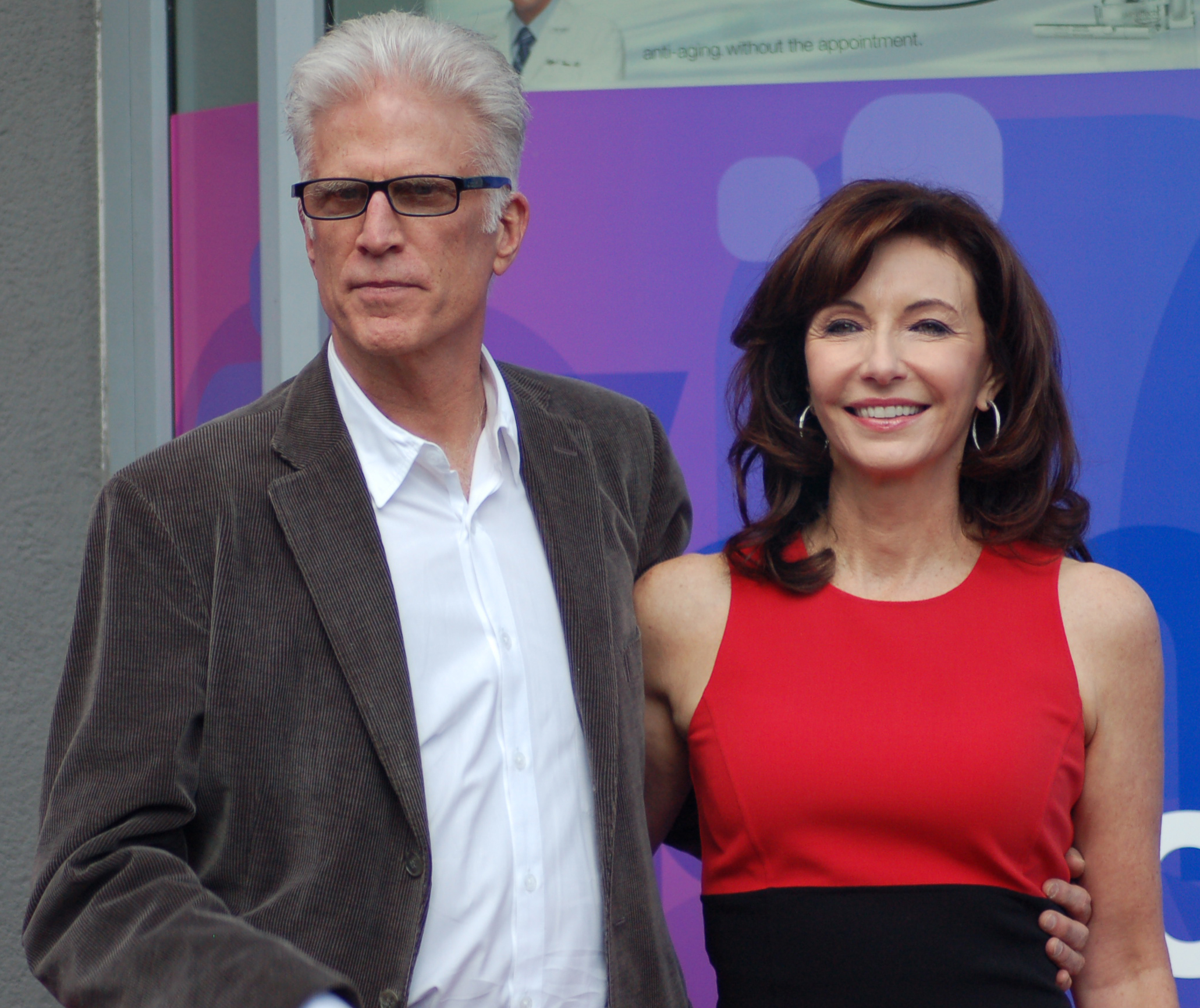
Ted Danson con su esposa, Mary Steenburgen, en 2009

| - Somerset (1975-1976) - Spider-Man: The Dragon's Challenge (1979) - The French Atlantic Affair (1979), miniserie - The Women's Room (1980) - Once Upon a Spy (1980) - Benson (1981) - Dear Teacher (1981) - Our Family Business (1981) - Cheers (1982-1993) - Cowboy (1983) - Something About Amelia (1984) - When the Bough Breaks (1986), también productor ejecutivo - We Are the Children (1987) - Frasier (1995) - Ink (1996-1997), también productor ejecutivo - Gulliver's Travels (1996), miniserie - Thanks of a Grateful Nation (1998) - Queer as Folk (2000) - Curb Your Enthusiasm (2003) - Becker (1998-2004) - Living with the Dead (2002), miniserie - It Must Be Love (2004) - Our Fathers (2005) - Help Me Help You (2006) - Damages (2007) - Bored to Death (2009) - CSI: Crime Scene Investigation, temporada 11-15 (2011-2015) - Fargo, temporada 2 (2015) - CSI: Cyber, temporada 2 (2015-2016) - The Good Place (2016-2020) - Finding Your Roots (2017; un episodio) - The Orville (2019-2022; seis episodios) - Mr. Mayor (2021-2022) | - The Onion Field (1979) - Body Heat (1981) - La tienda de los horrores (1982) - Creepshow (1982) - Little Treasure (1985) - Just Between Friends (1986) - A Fine Mess (1986) - Tres hombres y un bebé (1987) - She's Having a Baby (1988), cameo - Cousins (1989) - Dad (1989) - Tres hombres y una pequeña dama (1990) - Made in America (1993) - Getting Even with Dad (1994) - Pontiac Moon (1994), también productor ejecutivo - Loch Ness (1996) - Jerry and Tom (1998) - Homegrown (1998) - Saving Private Ryan (1998) - Mumford (1999) - Scene Smoking: Cigarettes, Cinema & the Myth of Cool (2001), documental - Fronterz (2004) - The Moguls (2005) - Knights of the South Bronx (2005) - Nobel Son (2007) - Mad Money (2008) - The Human Contract (2008) - The Amateurs (2007) - The Open Road (2009) - Fight for Your Right Revisited (2011) - Big Miracle (2012) - Three Men and a Bride (2012) - The One I Love (2014) - Hearts Beat Loud (2018) |